# Prästeståndets ledamöter vid urtima riksdagen 1812
Vid urtima riksdagen 1812 ingick följande ledamöter i prästeståndet. Biskoparna och pastor primarius i Stockholm var självskrivna medan övriga utsågs för respektive stift. Prästerskapet i Stockholms stad utsåg egna företrädare.
Stiften förtecknas i den ordning de anges i prästeståndets protokoll.

## Uppsala ärkestift
- Ärkebiskop Jacob Axelsson Lindblom
- Erik Abraham Almquist
- Adolf Elfsberg
- Olof Forssell
- Johan Kristoffer Hult
- Sven Caspersson Wijkman

## Linköpings stift
- Biskop Carl von Rosenstein
- Jonas Dubb
- Johan Loenbom
- Johan Ramstedt
- Matthias Stenhammar
- Matthias Sundevall

## Skara stift
- Biskop Thure Weidman (intog sin plats 4/6 1812)[2]
- Anders Billdahl
- Carl Johan Knös
- Daniel Norén
- Carl Thyselius

## Strängnäs stift
- Biskop Johan Adam Tingstadius
- Mattias Falk
- Karl Gezelius
- Hans Graffman
- Jonas Linderholm

## Västerås stift
- Biskop Gustaf Murray (intog sin plats 12/5 1812)[3]
- Karl Dybeck
- Tomas Jedeur
- Per Kraft
- Olof Kristian Leffler
- Isak Mellgren

## Växjö stift
- Biskop Ludvig Mörner
- Carl Magnus Agrell
- Sven Johan Almqvist
- Jonas Zakarias Hjelmerus

## Lunds stift
- Biskop Wilhelm Faxe
- Johan Jakob Hellman
- Lars Anders Palm
- Carl Sonnberg Rönbeck
- Christian Wåhlin

## Göteborgs stift
- Biskop Johan Wingård (frånvarande)
- Johan Ulric Blomdahl
- Gustaf Lorentz Sivertsson
- Olof Å:son Öhrwall

## Kalmar stift
- Biskop Magnus Stagnelius
- Jonas Lindeström
- Bengt Magnus Lindvall

## Karlstads stift
- Biskop Olof Bjurbäck
- Nils Kjellin
- Per Kölmark

## Härnösands stift
(Biskopsposten vakant)
- Daniel Backman
- Jonas Genberg
- Abraham Renström

## Visby stift
- Biskop Nils Gardell (frånvarande)
- Olof Johansson Fåhræus
- Mattias Klintberg

## Stockholms stad
(Posten som pastor primarius vakant)
- Per Samuel Drysén
- Johan Jacob Hedrén